# Iliupersis
Iliupersis, del griego Ἰλίου πέρσις, cuyo significado es El saqueo de Ilión, es un poema épico perdido de la literatura griega arcaica.
Esta obra pertenecía al ciclo troyano y relataba parte de la leyenda de la guerra de Troya. En la cronología mítica, los sucesos narrados se sitúan después de los relatados en la Pequeña Ilíada (aunque algunos de ellos se superponen) y antes de los descritos en los Nostoi (Νόστοι: en español, Los regresos).
La Iliupersis fue atribuida por escritores antiguos a Arctino de Mileto. 
El poema se compone de dos libros de versos en hexámetros dáctilos.

## Datación
La Iliupersis fue probablemente compuesta en el siglo VII a. C., pero no hay seguridad de ello. Otras fuentes antiguas consideran que Arctino vivió en el siglo VIII, pero otros sugieren que vivió mucho después.

## Argumento
Sólo se han podido conservar escasos fragmentos del texto original de la Iliupersis.
El poema empieza con los troyanos discutiendo sobre qué hacer con el caballo de madera que los griegos habían dejado en el lugar donde anteriormente estaba situado su campamento y habían abandonado.
Casandra y Laocoonte proclaman que hay soldados griegos dentro, pero otros dicen que es una reliquia sagrada de Atenea, y esta es la opinión que queda entre ellos, mientras que los troyanos celebran su aparente victoria. 
Mientras tanto una divinidad envía dos serpientes que matan a Laoconte y a uno de sus hijos; viendo esto, Eneas y sus hombres dejan Troya previendo lo que iba a suceder.
Cuando la noche llegó, los guerreros griegos salieron de dentro del caballo de madera, abrieron las compuertas de la ciudad y dejaron entrar al grueso del ejército griego, que había navegado de vuelta desde la isla de Ténedos, donde habían permanecido escondidos. Los troyanos fueron masacrados, y los griegos incendiaron su ciudad.
Durante el saqueo se sucedieron algunos hechos singulares: Neoptólemo mató al rey Príamo, a pesar de que el rey de Troya se había refugiado en el altar de Zeus; Menelao mató a Deífobo y llevó de vuelta a su esposa Helena; Áyax el Menor arrastró
a Casandra del altar de Atenea donde también se hallaba refugiada.
Mientras los griegos discutían si debían apedrear a Áyax como castigo por el sacrilegio cometido, este había tomado refugio en el altar de Atenea. Después del saqueo, Atenea lo mató en el mar.
Odiseo mató al hijo de Héctor, el niño Astianacte; Neoptólemo tomó cautiva a la esposa de Héctor, Andrómaca. 
Luego los griegos hicieron un sacrificio humano: una de las hijas de Príamo, Políxena, fue la víctima, sobre la tumba de Aquiles, para apaciguar el enojo de su espíritu.

## Otras obras del mismo título
Estesícoro, poeta griego de origen siciliano que vivió en los siglos VII y VI a. C., compuso una obra poética llamada Iliupersis, también perdida.
Polignoto, pintor griego datado en el siglo V a. C., realizó una serie de pinturas sobre muro en un edificio de Delfos ofrendado por la ciudad de Cnido. Las pinturas, que se han perdido pero son descritas con detalle por Pausanias, representan episodios de la toma de Troya y se denominan también Iliupersis.